# GoEast

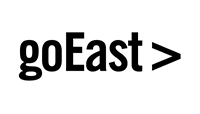
Logo des Festivals

goEast – Festival des mittel- und osteuropäischen Films findet jährlich in Wiesbaden statt.
Die erste Ausgabe wurde im Jahr 2001 veranstaltet. Es ist, obwohl ein relativ junges Festival, beim Filmproduzentenverband FIAPF als internationales Filmfestival mit spezialisiertem Wettbewerb akkreditiert.

## Geschichte
Das Filmfestival wurde 2001 vom Deutschen Filminstitut gegründet. Nach dem Entwurf des Konzepts, unter anderen durch Claudia Dillmann als erste Leiterin und Swetlana Sikora, die bis 2010 die künstlerische Leitung des Festivals innehatte, wurde das Festival unter die Schirmherrschaft von Hilmar Hoffmann gestellt und bekam weitere Leiterinnen: Christine Kopf (2005–2008) und Nadja Rademacher (2009–2010), im Spätsommer 2010 übernahm Gaby Babić die Festivalleitung und bildete mit dem Geschäftsführer Stefan Adrian das am Deutschen Filminstitut festangestellte ganzjährige Kernteam von GoEast. Von Oktober 2017 bis Mai 2025 war die Niederländerin Heleen Gerritsen Leiterin des GoEast-Festivals. Ihre Nachfolgerin ist Rebecca Heiler.
Seit der Gründung hat sich GoEast als internationale Bühne für den Austausch zwischen der Filmkultur von Ost und West etabliert. Das Festival empfängt jährlich rund 200 Gäste, darunter Regisseure und Schauspieler wie Krzysztof Zanussi, Jiří Menzel, István Szabó, Hanna Schygulla, Béla Tarr, Jerzy Stuhr, Kira Muratowa, Martin Šulík, Otar Iosseliani, Franziska Petri und Julia Jentsch.

## Sektionen

### Wettbewerb
Im goEast-Wettbewerb konkurrieren zehn Spiel- und sechs Dokumentarfilme der letzten beiden Herstellungsjahre um hochdotierte Preise. Es sind reine mittel- und osteuropäische Produktionen oder Koproduktionen mit maßgeblicher Beteiligung aus diesen Ländern.

### Symposium
(Film-)Wissenschaftler und Historiker, Filmexperten und Filmschaffende beleuchten Themen mit gesellschaftlicher Relevanz und kontextualisieren künstlerische Strömungen. Die interdisziplinäre Debatte ästhetischer und theoretischer Sichtweisen ist in dieser Sektion von zentraler Bedeutung. Eine eigens kuratierte Filmreihe begleitet die Vorträge und Diskussionen, die allen Interessierten offenstehen.

### Nachwuchsförderung
Die festivaleigene Nachwuchsförderung präsentiert sich seit 2014 unter einem neuen Namen und setzt neue Schwerpunkte. Das East-West Talent Lab konzentriert sich weiterhin auf die Vernetzung junger Filmschaffender, Künstler und Filmstudenten aus den mittel- und osteuropäischen Ländern und Deutschland. Es ist in vier Programmbereiche unterteilt: Screen, Meet, Learn und Present.
- Screen: Im neu geschaffenen Wettbewerb für Experimentalfilm und Videokunst werden elf Arbeiten präsentiert. Diese konkurrieren um den mit 5.000 Euro dotierten Open Frame Award. Zusätzlich gibt das Filmprogramm „Emerging Artists“ einen Überblick über die zeitgenössische deutsche Experimentalfilm- und Videokunst.
- Meet: Bei zahlreichen Events haben die Labteilnehmer Gelegenheit zum Austausch und Networking. Sie treffen auf Branchenvertreter, können ihre Projektideen vorstellen und Koproduktionspartner finden.
- Learn: Das Fortbildungsprogramm beinhaltet Podiumsdiskussionen, Vorträge, Workshops und Masterclasses. So wird u. a. der diesjährige Jurypräsident und Kubrick-Produzent Jan Harlan praktische Tipps zum Thema „Making Films with no Money“ geben. Matthias Müller, Professor für Experimentalfilm und Jurymitglied beim Open Frame Award, spricht in seinem Vortrag „Sitting on the Fence“ u. a. über unterschiedliche Präsentationsorte für Experimentalfilme und Videokunst. Bei der Podiumsdiskussion „Funding for Short Films, Documentaries and Video Art“ wird über Möglichkeiten zur Förderung in der Slowakei, Slowenien, der Tschechischen Republik und Deutschland informiert. Zudem leitet Dr. Cathy de Haan einen Workshop zum Thema Pitching und einen weiteren zur Projektentwicklung.
- Present: Sechzehn Teilnehmer des East-West-Talent-Labs präsentieren vor Publikum und einer Fachjury ihre neuen Projektideen aus den Bereichen Kurzspiel- und Dokumentarfilm sowie Experimentalfilm und Videokunst. Die jungen Talente kommen u. a. aus Aserbaidschan, Deutschland, Georgien, Polen, Russland, Serbien, der Slowakei, Ungarn und der Ukraine. Die besten Projektidee wird mit dem goEast Development Award in Höhe von 3.500 Euro ausgezeichnet.

### Hommage/Porträt
Die im Wechsel stattfindenden Sektionen Porträt und Hommage bieten Gelegenheit, eine filmische Handschrift näher kennenzulernen: Das Porträt beleuchtet das Schaffen eines Regisseurs der mittleren Generation – einer Generation, die von der Wendezeit und den einschneidenden Transformationsprozessen stark geprägt wurde. Die Hommage widmet sich dem Lebenswerk ausgewählter großer Filmschaffender. Bisher standen im Fokus: Šarūnas Bartas, Benedek Fliegauf, Otar Iosseliani, Miklós Jancsó, Fatmir Koçi, Sergej Loznitsa, Kira Muratova und Sergej Paradschanow, Jan Švankmajer, Jan Svěrák, Małgorzata Szumowska, Juliusz Machulski und Lana Gogoberidse.

### Beyond Belonging
Die von der ehemaligen Festivalleiterin Gaby Babic eingeführte Sektion verschreibt sich der geographischen Öffnung von goEast: Hier haben Filme auch jenseits des mittel- und osteuropäischen Kinos ihren Platz, wobei ein MOE-Bezug sichtbar bleibt. Im sich verändernden Europa ist ein anderer Blick gefordert. Jenseits von nationalen und regionalen Schranken gilt es eine gemeinsame Perspektive auf die Transformationsprozesse zu entwerfen, denen die postkommunistischen wie auch westlichen Gesellschaften unterliegen.

### Highlights
Box-Office-Hits! Genrekino meets Publikumsliebling. Diese Sektion präsentiert populäre Filme des mittel- und osteuropäischen Mainstreams.

### Specials
Filmarchive und Partnerfestivals, Matinee und Schulfilmtage, Konzert und Party: Die goEast-Specials komplettieren das Festivalprogramm mit Präsentationen, Gästen und Musik.

## Preise
Eine international besetzte Jury vergibt den Škoda Filmpreis, bis 2012 Škoda-Preis „Die Goldene Lilie“, für den Besten Film (10.000 Euro), den Preis der Stadt Wiesbaden für die Beste Regie (7.500 Euro) sowie den Preis des Auswärtigen Amtes (4.000 Euro). Eine Jury der FIPRESCI vergibt zudem den internationalen Preis der Filmkritik. Weiterhin vergibt seit 2007 auf dem Festival die Robert-Bosch-Stiftung den Filmförderpreis für internationale Zusammenarbeit in den Kategorien Animations-, Dokumentar- und Kurzspielfilm.
Seit 2014 wird der mit 5000 Euro dotierte Open Frame Award für Experimentalfilm und Videokunst der BHF-BANK-Stiftung vergeben. Ebenfalls 2014 wurde erstmals der East-West Talent Lab Award des Kulturfonds Frankfurt RheinMain ausgelobt.

## Preisträger

### Preis für den Besten Film (Namensänderung 2013)
- 2013: Die langen hellen Tage (Grzeli nateli dgeebi) von Nana Ekvtimishvili und Simon Groß
- 2014: Ida von Paweł Pawlikowski
- 2015: Niemandskind (Ničije dete) von Vuk Ršumović
- 2016: Insight von Alexander Kott

### Škoda-Preis „Die Goldene Lilie“ für den Besten Film
- 2001: Das große Tier (Duże zwierzę) von Jerzy Stuhr und Menschen zweiter Klasse (Wtorostepennye ljudi) von Kira Muratowa
- 2002: Tereska (Cześć Tereska) von Robert Gliński
- 2003: Der Schlüssel, um Zwerge zu definieren oder Lemuel Gullivers letzte Reise von Martin Šulík
- 2004: Koktebel (Koktjebjel) von Boris Chlebnikow und Alexei Popogrebski
- 2005: Der Klavierstimmer von Kira Muratowa
- 2006: Tiflis; Tiflis von Levan Zakarejšvili
- 2007: Euphoria (Eyforiya) von Iwan Wyrypajew
- 2008: Magnus von Kadri Kõusaar
- 2009: Das andere Ufer von Giorgi Owaschwili
- 2010: Auf der Straße von Lewan Koghuaschwili
- 2011: Der Heizer von Alexei Balabanow
- 2012: Leben von Wassili Sigarew
- 2017: Requiem für Frau J. (Rekvijem za gospodju J.) von Bojan Vuletić
- 2018: November von Rainer Sarnet
- 2019: Acid (Kislota) von Alexander Gortschilin
- 2020: Rounds (V Krag) von Stefan Komandarew
- 2021: This Rain Will Never Stop von Alina Horlowa
- 2022: Vera träumt vom Meer (Vera andrron detin) von Kaltrina Krasniqi

### Preis für die Beste Regie der Landeshauptstadt Wiesbaden
- 2001: Passport von Péter Gothár
- 2002: Das letzte Abendmahl von Vojka Anzeljc
- 2003: Tanzsaal von Lívia Gyarmathy
- 2004: Dealer von Benedek Fliegauf
- 2005: Stranger von Małgorzata Szumowska
- 2006: Harpastum von Alexei German
- 2007: Klopka – Die Falle (Klopka) von Srđan Golubović
- 2008: Liebe und andere Verbrechen (Ljubav i drugi zločini) von Stefan Arsenijević
- 2009: Verrückte Rettung von Boris Chlebnikow
- 2010: Tage der Sehnsucht von József Pacskovszky
- 2011: Morgen von Marian Crişan
- 2012: Avé von Konstantin Boschanow
- 2013: Circles (Krugovi) von Srđan Golubović
- 2014: Blind Dates von Lewan Koghuaschwili
- 2015: Koza von Ivan Ostrocovský
- 2016: Die rote Spinne (Czerwony pajak) von Marcin Koszałka
- 2018: A Woman Captured – Eine gefangene Frau (Egy nő fogságban)[6][7] von Bernadett Tuza-Ritter
- 2019: The Gentle Indifference of the World von Ädilchan Jerschanow
- 2020: Nova Lituania von Karolis Kaupinis
- 2021: Bebia, à mon seul désir von Juja Dobrachkous
- 2022: Sanfte Monster (Szelíd) von Anna Nemes und László Csuja

### Dokumentarfilmpreis „Erinnerung und Zukunft“ der Stiftung EVZ (von 2008 bis 2014)
- 2008: Die Blumenbrücke von Thomas Ciulei
- 2009: Ich liebe Polen von Joanna Sławińska und Maria Zmarz-Koczanowicz
- 2010: Oj mama von Orna Ben Dor und Noa Maiman
- 2011: Das Ende des Sommers von Piotr Stasik
- 2012: Revision von Philip Scheffner
- 2013: Anton ist hier (Anton tut rjadom) von Ljubow Arkus
- 2014: Urteil in Ungarn (Judgment in Hungary, Alternativtitel: Der Prozess von Budapest) von Eszter Hajdú

### Dokumentarfilmpreis der gemeinnützigen Hertie-Stiftung (bis 2007)
- 2002: Joy of Life von Svetozar Ristovski
- 2003: Brot über den Zaun von Stefan Komandarew
- 2004: Alphabet der Hoffnung von Stefan Komandarew
- 2005: Pretty Dyana von Boris Mitić
- 2006: Dem Tag ins Auge sehen von Ivona Juka
- 2007: Der Weg zum Erfolg (Jak to się robi) von Marcel Łoziński

### Preis des Auswärtigen Amts für „künstlerische Originalität, die kulturelle Vielfalt schafft“
- 2006: Death Rode Out of Persia von Putyi Horváth
- 2007: Armin von Ognjen Sviličić
- 2008: Am Fluss von Eva Neymann
- 2009: Morphin von Alexei Balabanow
- 2010: How I Ended This Summer von Alexei Popogrebski
- 2011: Gorelowka von Alexander Kviria
- 2012: Für Mutter der Himmel (Ray dlya mamy) von Aktan Abdykalykow
- 2013: Die Himmelsbräute der Wiesen-Mari von Alexei Fedortschenko
- 2014: Kleiner Bruder von Serik Aprymow
- 2015: Logbook Serbistan von Želimir Žilnik
- 2016: Fremde Arbeit von Denis Shabaev
- 2018: Die andere Seite von allem – Eine politische Geistergeschichte (Druga strana svega) von Mila Turajlić
- 2019: Home Games von Alissa Kowalenko
- 2020: Immortal (Surematu) von Ksenia Okhapkina
- 2021: How I became a partisan (Ako som sa stala partizánkou) von Vera Lacková

### Preis der internationalen Filmkritik (FIPRESCI)
- 2011: Der Heizer von Alexei Balabanow[8]
- 2014: Free Range – Ballade von der Billigung der Welt von Veiko Õunpuu
- 2015: Koza von Ivan Ostrocovský
- 2016: Die rote Spinne von Marcin Koszałka
- 2018: Die Eisschwimmerin (Bába z ledu) von Bohdan Sláma
- 2019: The Gentle Indifference of the World von Ädilchan Jerschanow
- 2020: (Spielfilm) Rounds (V krag) von Stefan Komandarew
- 2020: (Dokumentarfilm) State funeral von Sergei Loznitsa
- 2021: (Spielfilm) Bebia, à mon seul désir von Juja Dobrachkous
- 2021: (Dokumentarfilm) Please hold the line von Pavel Cuzuioc
- 2022: (Spielfilm) Pilger (Piligrimai) von Laurynas Bareiša
- 2022: (Dokumentarfilm) Taubes Gestein (Terykony) von Taras Tomenko

### Open Frame Award (für Virtual-Reality-Werke)
- 2019: Aftermath VR: Euromaidan von Alexey Furman/Sergiy Polezhaka[9]

## Belege
1. ↑  Eva-Maria Magel: Go-East Chefin Gaby Babić. Auf der Suche nach Filmen mit eigener Handschrift, F.A.Z., Rhein-Main-Zeitung, 20. April 2016
2. ↑  Heleen Gerritsen, Seit Oktober 2017 Leiterin des GoEast-Festivals, Kinema Kommunal, Nr. 2/Juni 2018, hrsg. Bundesverband kommunale Filmarbeit e. V., S. 25
3. ↑  Wiesbaden lebt: Heleen Gerritsen übernimmt die Leitung von goEast. In: Wiesbaden lebt! Wiesbaden lebt!, 15. Oktober 2017, abgerufen am 31. Oktober 2017.
4. ↑  Interview mit Heleen Gerritsen - Leiterin des Festivals GoEast - Komplette Sendung. Abgerufen am 4. Juni 2025.
5. ↑  Damian Sprenger Blickpunkt:Film: Rebecca Heiler übernimmt die Leitung des goEast-Festivals. Abgerufen am 4. Juni 2025.
6. ↑  Wiesbaden lebt!: goEast: Filme aus Estland, Ungarn und Serbien räumen ab. In: Wiesbaden lebt! – Eine andere Nachrichtenseite. Volker Watschounek, 24. April 2018, abgerufen am 24. April 2018.
7. ↑  A Woman Captured. Archiviert vom Original am 3. Januar 2019; abgerufen am 5. Oktober 2020 (englisch).
8. ↑  Hauptpreis von goEast für russischen Film „Der Heizer“, filmportal.de 12. April 2011, abgerufen am 5. März 2017.